# Mead (krater)
Mead är den största nedslagskratern på planeten Venus, 270 kilometer. Mead är en så kallad flerringad krater vars innersta ringberg utgörs av kraterranden. Denna ring omsluter en relativt jämn och plan kraterbotten som döljer ett och annat centralberg.
Kraterbottnen översvämmades vid nedslaget av material som då smälte eller av lava som frigjordes ur planeten under ytan. Detta förklarar varför Mead är så grund; det är bara en nivåskillnad på km mellan kraterranden och kraterbottnen.
Den upptäcktes av rymdsonden Magellan och är upp kallad efter amerikanskan Margaret Mead.